# Severino Angella
Severino Angella (Filattiera, 15 settembre 1935) è un ex ciclista su strada italiano.
Professionista nel 1962, anno in cui terminò ventiduesimo la Milano-Sanremo, nel 2010 è diventato campione mondiale della categoria "master 75-79 anni" durante i campionati iridati UCI su strada, riservati al mondo amatoriale.

## Piazzamenti

### Classiche monumento
- Milano-Sanremo

1962: 22º

### Grandi Giri
- Giro d'Italia

1962: ritirato